# Alfred Peukert
Alfred Peukert (* 1. August 1925 in Gablonz an der Neiße, Tschechoslowakei; † Januar 2013 in Mali) war ein deutscher Diplomat. Er war Botschafter der DDR in Mali, Niger, Obervolta und in Tunesien.

## Leben
Peukert, Sohn eines Schlossers, leistete Kriegsdienst bei der Luftwaffe. Nach seiner Entlassung aus der amerikanischen Kriegsgefangenschaft ging er in die SBZ und trat der SPD bei. 1946 wurde er Mitglied der SED.
1946 absolvierte Peukert eine Lehrerausbildung und war von 1947 bis 1953 Neulehrer in Bad Langensalza und in Kammerforst, Schulleiter in Bad Tennstedt und stellvertretender Bezirksschulrat in Erfurt. Von 1953 bis 1959 war er Dozent am Pädagogischen Institut Erfurt. Er war hier auch Sekretär der SED-Parteileitung. Von 1959 bis 1964 studierte er Gesellschaftswissenschaften in Berlin und war dann 1964 bis 1969 erneut Dozent an der Pädagogischen Hochschule in Erfurt. 1967 promovierte er zum Dr. phil.
Nach einem Zusatzstudium am Institut für Internationale Beziehungen 1969/70 war Peukert Angehöriger des Diplomatischen Dienstes der DDR. Von 1971 bis 1975 war er Erster Sekretär bzw. Botschaftsrat in Algier, von 1975 bis 1977 Botschafter der DDR in der malischen Hauptstadt Bamako sowie zweitakkreditiert in Niger und in Obervolta. Von Mai 1978 bis 1979 war er Botschafter der DDR in Tunis. 
Anschließend war Peukert Dozent an der SED-Bezirksparteischule in Erfurt. Seit 1989 lebte er als Rentner in Erfurt.

## Schriften
- Das Streben der westdeutschen Imperialisten und Militaristen nach Atomwaffen und der Kampf der Sowjetunion, der Deutschen Demokratischen Republik und der westdeutschen Friedenskräfte für ein atomwaffenfreies Deutschland und Mitteleuropa (Ende 1956–Anfang 1958). Institut für Gesellschaftswissenschaften beim ZK der SED, Berlin 1967 (Dissertation).
- Mein facettenreiches Leben. Vom Sudetendeutschen zum Botschafter der DDR. Semikolon, Berlin 2008, ISBN 978-3-940129-22-2.